# Dicranomyia radegasti
Dicranomyia radegasti là một loài ruồi trong họ Limoniidae. Chúng phân bố ở miền Cổ bắc.